# Ceremonialul nunții în Iran
În Iran, căsătoria este un unul dintre cele mai vizibile evenimente ale vieții sociale și trebuie sărbătorită cu glorie și distincție în prezența unei adunări mari. 

Deși conceptele privind căsătoria s-au schimbat drastic prin tradițiile impuse de Coran, ceremonia de nuntă din Iran, în pofida variațiilor sale locale și regionale, la fel ca multe alte ritualuri din această țară, amintește de vechea tradiție zoroastră, religia Iranului preislamic.

În trecut, părinții și membrii familiei alegeau partenerul fiicei lor și organizau căsătoria. Evenimentul era anunțat de muzicieni cu ajutorul tobelor. În mod tradițional, atât mireasa, cât și mirele se îmbrăcau în alb, cu ghirlande de flori pe gât. Culoarea albă a fost întotdeauna un simbol al purității, inocenței și fidelității. Aceste obiceiuri continuă să fie respectate în zonele rurale și în familiile tradiționale. 

În orașe și în familiile moderne, cuplurile își aleg propriul partener, dar acordul părinților este încă foarte important. 
Un subiect interesant referitor la ceremonialul cununiei în Iran este cel al vârstei minime la care o persoană se poate căsători. Astfel, în prezent, vârsta minimă la care o fată din Iran se poate mărita  este de 13 ani, iar pentru băieți vârsta minimă pentru căsătorie este de 15 ani. Conform Codului civil al Iranului, după împlinirea a treisprezece ani, fetele virgine care se căsătoresc pentru prima dată au nevoie doar de permisiunea tatălui sau a bunicului.

Chiar și în cazul iranienilor moderni, după ce cuplul s-a hotărât, în mod normal, părinții mirelui sunt cei care iau inițiativa și cer în mod oficial mireasa de la familia ei. În privința codului vestimentar, astăzi, majoritatea iranienilor moderni urmează stilul european.

Ceremonialul căsătoriei tradiționale cuprinde mai multe faze:

## Înainte de nuntă

### Xāstegāri
Xāstegāri (persană: خواستگاری‎) reprezintă primul pas al ceremonialului tradițional al căsătoriei iraniene și constă într-o propunere de căsătorie realizată de familia viitorului mire.

În trecut, existau două faze ale Xāstegāri.

a.	În momentul în care un tânăr urma să se căsătorească, familia îi căuta în comunitate potențiale mirese, care proveneau din familii cu statut similar. Odată ce bărbatul sau familia sa au decis cu privire la o potențială mireasă, faza xāstegāri era inițiată. Pentru această ceremonie, unul sau mai mulți reprezentanți ai familiei bărbatului vizita familia femeii și părțile făceau cunoștință. La fiecare vizită, familia bărbatului oferea un buchet de flori, iar femeia îi servea cu ceai, fructe și dulciuri. Astfel, un moment important era reprezentat de servirea ceaiului: în cele mai tradiționale familii, prima dată când bărbatul și femeia se vedeau era când aceasta intra pentru a oferi ceai și produse de patiserie invitaților. Atât femeia, cât și bărbatul conveneau dacă și-ar dori sau nu continuarea vizitelor. Odată ce ambele părți au stabilit intenții serioase pentru relație, familia bărbatului aducea dulciuri și un buchet mai mare de flori și aborda subiectul căsătoriei.

b.	În a doua fază, familia bărbatului făcea o propunere în căsătorie. Cu această ocazie, familia miresei vorbea despre virtuțile fetei. În mod tradițional, modestia a fost printre cele mai apreciate calități, alături de abilități referitoare la activități casnice, precum gătitul și brodatul. În prezent se pune mai puțin accent pe aceste abilități și sunt mai apreciate calități precum: nivelul de educație, inteligența fetei, capacitatea ei de a se adapta situațiilor dificile și viitorul în carieră. La rândul ei, familia bărbatului discuta despre educația și perspectivele de carieră ale bărbatului. Părinții femeii îl întrebau dacă era capabil să îi ofere fiicei lor un cămin și susținere financiară. În continuare, ei puteau discuta despre orice angajamente religioase. Bărbatul și femeia aveau timp să vorbească în privat și să decidă cu privire la viitorul lor.

În Iranul modern, în majoritatea familiilor, cele două faze xāstegāri se fac într-un singur pas. De obicei, bărbatul și femeia se cunosc deja de la locul de muncă, universitate, din locuri publice, de la petreceri și adunări familiale și sunt cei care au inițiat ceremonia. 

Xāstegāri este o formalitate unică și un semn de respect față de părinții ambelor părți și reprezintă un prilej pentru ca bătrânii sau înțelepții din familie să își împărtășească gândurile cu potențialii miri.

În cadrul ceremoniei propunerii de căsătorie care are loc de obicei după-amiaza sau la apusul soarelui, conform acordurilor convenite anterior, bărbatul împreună cu părinții și ceilalți membri ai familiei lui merg la casa fetei cu flori și dulciuri. În general, în cadrul acestei întâlniri, fata oferă ceai, dulciuri și fructe celor prezenți și răspunde la întrebări. Dacă cele două familii ajung la un acord că viitorii soți sunt potriviți unul pentru celălalt, atunci este fixată data pentru următoarea fază a ceremonialului, cea numită bale borān.

### Bale Borān
Bale Borān (persană: بله بران‎) este ceremonia care are loc la scurt timp după propunerea oficială și în care se anunță public consimțământul cuplului de a se căsători. Evenimentul este unul restrâns și are loc în casa fetei. Familia mirelui aduce cadouri viitoarei mirese precum un șal, un inel de aur și uneori un con de zahăr, ceea ce înseamnă că fata este logodită și aparține fiului lor. În ceremonialul de bale borān cele mai importante aspecte care sunt discutate sunt zestrea și condițiile căsătoriei. În unele grupuri etnice, familia miresei cere viitorului soț o sumă de bani, denumită širbahā (traducere: suma sau prețul laptelui), care revine tatălui și mamei miresei și este adesea folosită pentru achiziționarea unor părți ale trusoului miresei. Discursurile și acordurile făcute sunt scrise pe o foaie și semnate de cei prezenți ca martori.

### Nāmzadi
Nāmzadi (persană: مراسم نامزدی‎) este ceremonia oficială de logodnă, care are loc, de obicei, la ceva timp după ceremonia baleh borān. Cu ocazia unui festival religios sau unei sărbători publice,  familiile băiatului și fetei anunță această unire într-un mod mai oficial. Ceremonialul logodnei poate fi organizat chiar și cu un an înaintea nunții propriu-zise, pentru a permite realizarea aranjamentelor pentru nuntă. Ceremonia presupune stabilirea datei oficierii nunții și un schimb de inele între mire și mireasă, urmat de o petrecere. Inelele de logodnă sunt simple, în principal din aur, fără pietre, dar verigheta care va fi prezentată miresei va fi scumpă cu pietre prețioase.
Petrecerea de logodnă poate consta într-o recepție modestă privată a familiei sau o ceremonie grandioasă și somptuoasă, care are loc acasă, într-un salon sau într-o grădină cu un număr mare de invitați. Pentru participarea la această ceremonie, sunt trimise invitații. În funcție de tradițiile din fiecare oraș, obiceiurile și formalitățile petrecerii de logodnă revin în responsabilitatea familiei miresei sau a mirelui.

### Širini Xorān
Širini Xorān (persană: شیرینی خوران‎ ) urmează ceremoniei nāmzadi și constă în servirea de băuturi răcoritoare, dar în special a unor deserturi persane: bāmiye (gogoși mici), nān-e berenği (prăjituri cu făină de orez), bomboane de ciocolată, nuci și fructe uscate. Consumarea dulciurilor cu ocazia sărbătorilor, cum ar fi o ceremonie de logodnă, reprezintă simbolul dorinței de dulce în viața de cuplu.

### Ğahāz Barān
Ğahāz Barān (persană: جهازبران‎) reprezintă ritualul care se derulează cu câteva zile înainte de nuntă și constă în transportarea cadourilor oferite miresei de către mire. Bărbați din familia mirelui, îmbrăcați în costume festive poartă cadourile pe cap, așezate pe niște platouri mari decorate. Deși această tradiție ar putea fi practicată în orașele mici și în sate, în orașe, în special cele mari, precum Teheran, se folosesc mijloace de transport pentru a aduce cadourile miresei. Multe dintre aceste obiceiuri sunt încă respectate de familiile mai tradiționale și cele din provincii. Printre cadourile duse miresei se regăsesc oglinda și candelabrele, care sunt o reminiscență a credințelor religioase zoroastriene. Cu cât statutul și poziția socială a miresei sunt mai ridicate, cu atât sunt mai luxoase cadourile, în special bijuteriile.

### Hanā Bandān
Hanā Bandān (persană: حنابندان‎) este sărbătoarea burlacilor sau a burlăcițelor și este organizată în casa viitorilor miri cu o seară înainte de ziua nunții, în prezența celor mai tinere persoane. În cadrul acestei festivități, familia mirelui aduce miresei fructe, dulciuri și henna decorativă. De obicei, henna uscată adusă de familia mirelui este ruptă în bucăți într-un vas de argint sau de cupru de către o femeie ai cărei părinți trăiesc și nu au fost despărțiți. O atenție deosebită este acordată desemnării unei femei cu o căsnicie fericită care urmează să amestece și să aplice henna pe mâna fetei. Henna, deja preparată și înconjurată de lumânări, este adusă pe o tavă și așezată în mijlocul camerei.

Femeia aplică henna pe una dintre mâinile viitoarei mirese, iar o fată tânără o aplică pe cealaltă mână. Înainte de a aplica henna, în mâinile miresei sunt așezate monede sau aur. 

În unele regiuni, henna este aplicată mai întâi pe mâinile miresei și apoi distribuită oaspeților. Dacă femeia dorește, hena poate fi aplicată și pe picioare și pe păr.
După pregătirea cu henna a miresei, capul ei este acoperit cu un voal colorat și ea este adusă în mijlocul încăperii, însoțită de cântece populare.

## Cununia propriu-zisă
Ceremonialul nunții propriu-zise cuprinde două momente diferite: ‘aqd și recepția. În aproape toate cazurile, cuplul organizează în mod oficial ceremonialul ‘aqd înainte de nunta lor. Ei au două posibilități: fie semnează pur și simplu contractul și își spun jurămintele, fără nicio ceremonie, fie vor organiza o ceremonie formală ‘aqd  cu familia și prietenii apropiați în ziua nunții. În acest caz, ritualul ‘aqd este efectuat cu o oră înainte de nuntă cu rudele apropiate, iar restul oaspeților se alătură în timpul recepției.

### a.‘aqd
‘aqd, care este ceremonia legală a nunții persane, are loc, de obicei, după-amiaza, în casa familiei miresei sau în alt loc ales de miri. Acesta este momentul în care mireasa și mirele semnează un contract de nuntă, legându-i legal ca soț și soție.
În mod tradițional, fata și băiatul stau unul lângă celălalt în fața aranjamentului de nuntă, denumit Sofre-ye ‘aqd, care este foarte rafinat și împodobit cu multe elemente simbolice precum:

•	plante:semințe de mac, orez, angelica, sare, frunze de ceai negru și tămâie.

•	produse de patiserie: noghl, baklava, marțipan persan, fursecuri de orez, prăjituri cu migdale și fursecuri de năut.

•	oglinda și două lumânări, simboluri ale luminii și focului. Când mireasa intră în cameră, are fața acoperită cu un văl. În momentul în care ea stă lângă mire, își îndepărtează vălul și primul lucru pe care mirele îl vede în oglindă ar trebui să fie reflectarea soției sale.

•	pâinea binecuvântată: o pâine coaptă special pentru această ocazie.

•	Nān-o panir-o Sabzi: pâine, brânză feta și verdeață, care simbolizează mâncarea de bază pentru o viață decentă. 

•	simboluri ale fertilității: ouă decorate, migdale, nuci și alune.

•	fructe divine: rodii, struguri, mere.

•	monede: un castron de monede de aur sau de argint reprezentând bogăția și prosperitatea.

•	textul sacru: Avesta  sau Coranul, sunt așezate în fața cuplului pe covor. Unele familii adaugă, de asemenea, o carte de poezie, cum ar fi Divanul lui Hafez sau Shahnameh de Ferdowsi.

•	covor de rugăciune: este plasat în centrul aranjamentului nunții.

În timpul ceremoniei, cuplul este așezat în fața Sofre-ye-ului cu spatele la familie și prieteni. În timpul ceremoniei, câteva rude de sex feminin necăsătorite (domnișoarele de onoare) țin o eșarfă sau un șal din mătase peste capul miresei și al mirelui, iar rudele și prietenii presară conurile de zahăr peste voalul de mătase pentru a simboliza urările lor privind o viață dulce pentru cuplu.

În familiile religioase musulmane ceremonia ‘aqd începe cu o lectură oficială din Coran, în timp ce familiile non-religioase citesc versuri din poezii celebre.

Ceremonia constă în binecuvântări preliminare, întrebări adresate martorilor și cuplului care se căsătorește. După binecuvântări și câteva cuvinte despre importanța instituției căsătoriei, mullah-ul cere acordul mirelui și al miresei. Mirele este primul care este întrebat dacă dorește să se căsătorească și dă un răspuns pozitiv rapid. Urmează mireasa, care, însă, nu răspunde imediat, ci după ce este întrebată de 3 ori și după ce a obținut permisiunea de la părinți. Acest moment marchează punctul în care cuplul este considerat căsătorit.

În final, ceremonia devine solemnă prin recitarea versurilor din Coran sau din alte cărți sfinte și semnarea unui contract legal de căsătorie. Contractul poate conține clauze care să protejeze mireasa împotriva poligamiei, drepturilor de divorț necondiționate ale soțului, drepturilor de proprietate etc. În mod normal, toate aceste detalii sunt stabilite în prealabil. 

### b. Arousi (Recepția)
Ceremonialul nunții continuă cu o petrecere cu muzică, dulciuri și în care mireasa primește cadouri. La această petrecere, de obicei, mâncarea este pregătită de familia miresei, dar majoritatea cheltuielilor, inclusiv cele pentru cumpărarea florilor, dulciurilor și fructelor sunt plătite de mire. Recepția poate fi  mixtă sau separată. 
În cazul familiilor religioase sau cele mai tradiționale, recepția are secțiuni separate pentru bărbați și femei. Acest lucru le va permite femeilor practicante să își arunce hijab-urile și să se bucure de petrecere în rochii de seară sofisticate. Mirele este singurul bărbat care are voie să apară în secțiunea feminină. El și mireasa intră împreună la recepție, își salută oaspeții și au primul dans. El lasă apoi fetele să continue petrecerea și face vizite ocazionale.
În cazul familiilor moderne, ceremonia de nuntă este una somptuoasă și veselă și la ea participă aproape toate familiile apropiate și îndepărtate ale mirilor. 

## 3. După nuntă

### Pātaxti
În mod tradițional, ritualul Pātaxti (persană: پاتختی‎) are loc a doua zi după ceremonia nunții. Are loc mai rar în zilele noastre și doar femeile aparținând rudelor apropiate participă la o petrecere organizată după-amiază de familia miresei. Acestora li se oferă tort, fructe, dulciuri și băuturi răcoritoare, iar mireasa primește cadouri. 
Specifice acestui ritual sunt ornamentele florale, plătite de familia mirelui: o parte dintre ele sunt purtate de mireasă, dar cea mai mare parte sunt utilizate pentru decorarea casei. Oaspeții petrec noaptea dansând și socializând.

### Mādarzan Salām
Mādarzan Salām (persană: مادرزن سلام‎) se derulează în dimineața care urmează petrecerii de nuntă. Conform ritualului, mirele merge să o vadă pe mama miresei, îi oferă un cadou, îi sărută mâna, iar soacra îi mulțumește și primește darul său.

### Māh-e ‘asal
Māh-e ‘asal (persană: ماه عسل‎) este luna de miere, petrecută de cuplul proaspăt căsătorit în destinații foarte populare pentru această vacanță, din nordul Iranului, cum ar fi provincia Mazandaran, provincia Golestan și provincia Gilan. 
În schimb, familiile religioase, aleg ca destinație pentru luna de miere orașul Mashhad considerat oraș sfânt în Iran deoarece aici se află mormântul imamului Ali al-Ridha, care este un loc de venerare pentru musulmanii șiiți .